# 清泉节
清泉节，即苏乃孜（“苏”的意思是“水”，“乃孜”指祭祀活动:51），是中国新疆哈密地区伊吾县下马崖的一个传统节日，每年6月初举办，以整修水利、节约用水为目的，2007年列入新疆维吾尔自治区非物质文化遗产名录和伊吾县“伊水文化旅游节”旅游项目:61。
下马崖夏季极其炎热，地表用水缺乏，但地下水资源丰富，当地人每年都要挖地下水渠来获取饮用水，这是清泉节产生的根本原因。:52

## 历史
清泉节的具体起源日期已经不可考证，当地人传说是18世纪中期拜城的维吾尔族人奴鲁孜叔侄三人前往关内经商时，路过下马崖，看到当地的清泉和野骆驼、野驴、野黄羊，觉得是一个适宜定居的地方，所以决定不再经商、他们接来拜城的家人，在这里住下来。这也是“下马崖”的来历。某一年大旱，人们向天祈祷，于是从地底涌出清泉，为了纪念这件事，故有清泉节。:53

## 形式
它在每年六月由当地耆老主持，具体日期传统上一般是6月8日。他们在主麻日宣布清泉节的准备活动:55，组织当地人准备食物、筹备百家宴（乃孜阿亚）、捐赠物资、品尝清泉，也会有木卡姆和麦西热甫演出:51。2007年成为伊吾县“伊水文化旅游节”旅游项目后，日期定为6月9日。:63。